# Ciciredda (grano)
Il grano Ciciredda o Ntriziu o Cicireddu o Cicireddu bianco o Cicirello o Calciolu bianco o Arciolu o  Arcione (T. turgidum L. vat. pseudosalomonis Papad.) è un grano antico siciliano, coltivato nelle Caronie (vicino a San Fratello e Cesarò, spesso è presente in miscela con altri grani).

## Caratteristiche
È una varietà di frumento che fa parte del gruppo dei tetraploidi (possiede 28 cromosomi).
Perrino dell'Istituto del Germoplasma - CNR, di Bari, nel 1983 lo descrive così:

«la spiga è lunga (10 cm), a fuso, a sezione trasversale quadrata, semicompatto o compatto. L'arista è a base lunga nera e punta giallo-rossastra, parte superiore divaricata, semiondulato, persistente e spinato.
Il glume è due volte più lungo che largo, pubescente, bianco con sfumature gialle, carena leggermente ricurvo e pubescente, becco dritto, lungo 1 mm e con una striscia nera, spalla arrotondata e larga.
La cariosside è lunga fino a 7 mm di lunghezza, marrone scuro, semitraslucido, ellittico, sezione trasversale triangolare o trapezoidale, profilo dorsale gibboso, solco largo, di media profondità e bordi semiarrotondati, tessitura vitreo, pennello medio-lungo, denso ed esteso, scutello arrotondato e lungo.»
Ha una taglia alta, un habitus semieretto, con spigatura tardiva, è adatta a sistemi a basso input tecnologico e/o agricoltura biologica.
È una varietà di grano duro che il Ministero dell'agricoltura, della sovranità alimentare e delle foreste, ha iscritto nel Registro nazionale delle varietà da conservazione di specie agrarie e delle specie ortive; con DM di Iscrizione del 05/03/2018 (N. 9786)-G.U.N. 76 del 31/03/2018.